# جبال آلاي
سلسلة جبال آلاي (القيرغيزية: кыркасы Алай тоо، الروسية: Алайский хребет) تشكل سلسلة جبال تمتد من سلسلة جبال تيان شان في قيرغيزستان إلى الغرب من طاجيكستان. وهو جزء من جبال بامير-آلاي. تمتد من الشرق إلى الغرب  أعلى قمة له هي قمة تنديكول Tandykul (بالروسية: пик Тандыкуль)، 5544 م  المنحدرات الجنوبية تنساب إلى نهر فاخش أحد روافد نهر آمو داريا. تيارات التي تستنزف المنحدرات الشمالية لسلسلة هي روافد نهر سير داريا، وتصب في وادي فرغانة إلى الشمال من النطاق.